# Xã Virden, Quận Macoupin, Illinois
Xã Virden (tiếng Anh: Virden Township) là một xã thuộc quận Macoupin, tiểu bang Illinois, Hoa Kỳ. Năm 2010, dân số của xã này là 3.671 người.